# Onycodes illidgei
Onycodes illidgei là một loài bướm đêm trong họ Geometridae.